# 武藤誠
武藤 誠（むとう まこと、1907年8月5日 - 1995年4月7日）は、日本の考古学者。関西学院大学教授、文学部長を歴任した。

## 略歴
1907年、東京都生まれ。兵庫県立第一神戸中学校、松山高等学校を経て、1930年、京都帝国大学文学部史学科（国史専攻）を卒業。1932年、関西学院大学予科教授（日本史・東洋史）。関西学院専門学校政経科、高等商業学部、短期大学の教授を歴任し、1957年、文学部教授（史学科）。1969年3月、大学紛争の激化する中で院長事務取扱に就任した。1949年、兵庫県文化賞受賞。1967年、第7回西宮市市民文化賞受賞。

## 著書
- 「国史図録」(武藤誠編集）(田中印刷出版、1937年)
- 「日本文化史―美術と歴史」(武藤誠著) (創元社, 1961年)
- 「西宮あれこれ―その自然と歴史を語る」（武藤誠, 有坂隆道編） (西宮市、1979年)